# Adrien Fortescue
Pour les articles homonymes, voir Saint Adrien et Fortescue.
Adrien Fortescue, né le 17 juillet 1476 à Hertfordshire et décapité le 9 juillet 1539 à la Tour de Londres, est un noble anglais, reconnu martyr et béatifié par le pape Léon XIII le 13 mai 1895.

## Biographie
Né à Hertfordshire en Angleterre, Fortescue est un cousin d'Anne Boleyn.
Nommé chevalier du Bain en 1503, il participe aux guerres contre la France en 1513 et 1523. En 1532, il est admis en tant que chevalier dans l'ordre de Saint-Jean de Jérusalem[réf. nécessaire]. En 1534, il s'oppose au mariage de sa cousine avec le roi Henri VIII et est emprisonné pendant plusieurs mois sans jugement avant d'être libéré. Parmi quinze autres personnes, il est condamné sans jugement par le parlement pour trahison, ayant refusé d'apporter son soutien au serment de suprématie qui scellait la séparation d'avec l'Église de Rome, et est décapité à la Tour de Londres le 9 juillet 1539.
Tertiaire dominicain, il eut deux épouses, une première qui mourut en 1499, avec laquelle il eut deux filles, puis, douze ans plus tard, il épousa Anne Rede avec laquelle il eut trois fils.